# Planigale maculata
Espèce
Statut de conservation UICN

 LC  : Préoccupation mineure
Le Planigale maculata est un petit marsupial carnivore de la famille des Dasyuridae que l'on trouve en Australie.